# Nazionale maschile di rugby a 15 della Slovacchia
La nazionale di rugby a XV della Slovacchia (Slovenské národné ragbyové družstvo mužov) rappresenta il proprio paese nelle competizioni di rugby internazionali.
La Slovacchia non è classificata dalla IRB nel ranking mondiale e non ha mai partecipato alla Coppa del mondo, ma partecipa invece al Campionato europeo per Nazioni di rugby, dove è attualmente inserita nella 3ª divisione.